# Sportiva Formia 1993-1994
Questa voce raccoglie le informazioni riguardanti  la Sportiva Formia nelle competizioni ufficiali della stagione 1993-1994.

## Rosa
| N. |                   | Ruolo | Calciatore            |
| -- | ----------------- | ----- | --------------------- |
|    | Italia (bandiera) | P     | Francesco Anellino    |
|    | Italia (bandiera) | D     | Tiziano Aramini       |
|    | Italia (bandiera) | A     | Massimo Borrelli (II) |
|    | Italia (bandiera) | P     | Alex Brunner          |
|    | Italia (bandiera) | D     | Lorenzo Calabria      |
|    | Italia (bandiera) | A     | Rosario Cerminara     |
|    | Italia (bandiera) | C     | Massimo De Angelis    |
|    | Italia (bandiera) | C     | Pietro Di Trapano     |
|    | Italia (bandiera) | D     | Giovanni Iovino       |
|    | Italia (bandiera) | C     | Giuseppe Labadessa    |
|    | Italia (bandiera) | D     | Vincenzo La Manna     |
|    | Italia (bandiera) | D     | Stefano Liquidato     |

| N. |                   | Ruolo | Calciatore          |  |
| -- | ----------------- | ----- | ------------------- |  |
|    | Italia (bandiera) | D     | Sandro Luceri       |  |
|    | Italia (bandiera) | C     | Santo Minisi        |  |
|    | Italia (bandiera) | C     | Salvatore Monaco    |  |
|    | Italia (bandiera) | D     | Juan Carlos Moretti |  |
|    | Italia (bandiera) | C     | Francesco Oliva     |  |
|    | Italia (bandiera) | D     | Cristian Prandelli  |  |
|    | Italia (bandiera) | C     | Salvatore Ragonese  |  |
|    | Italia (bandiera) | D     | Pasquale Salerno    |  |
|    | Italia (bandiera) | D     | Mauro Spaggiari     |  |
|    | Italia (bandiera) | A     | Onelio Tavolieri    |  |
|    | Italia (bandiera) | A     | Mauro Trovò         |  |